# Technologiemetalle
Technologiemetalle werden alle Metalle genannt, die durch ihre chemischen und/oder physikalischen Eigenschaften besondere Bedeutung für High-Tech-Anwendungen haben. Dazu gehören die Sondermetalle Indium, Gallium, Germanium, Silicium, Platingruppenmetalle, Gold und Silber sowie die Metalle der seltenen Erden Scandium, Yttrium, Lanthan, Cer, Praseodym, Neodym, Promethium, Samarium, Europium, Gadolinium, Terbium, Dysprosium, Holmium, Erbium, Thulium, Ytterbium und Lutetium.

## Einsatzgebiete
Technologiemetalle werden vor allem in Wachstumstechnologien verwendet und haben in den letzten Jahren stark an Bedeutung gewonnen. Sie finden sich beispielsweise in LCD-Fernsehern, in Smartphones und Notebooks, in leistungsstarken Akkus für Elektro- und Hybrid-Autos, in Brennstoffzellen, Halbleitern und Windturbinen.

## Entwicklung und aktuelle Bedeutung

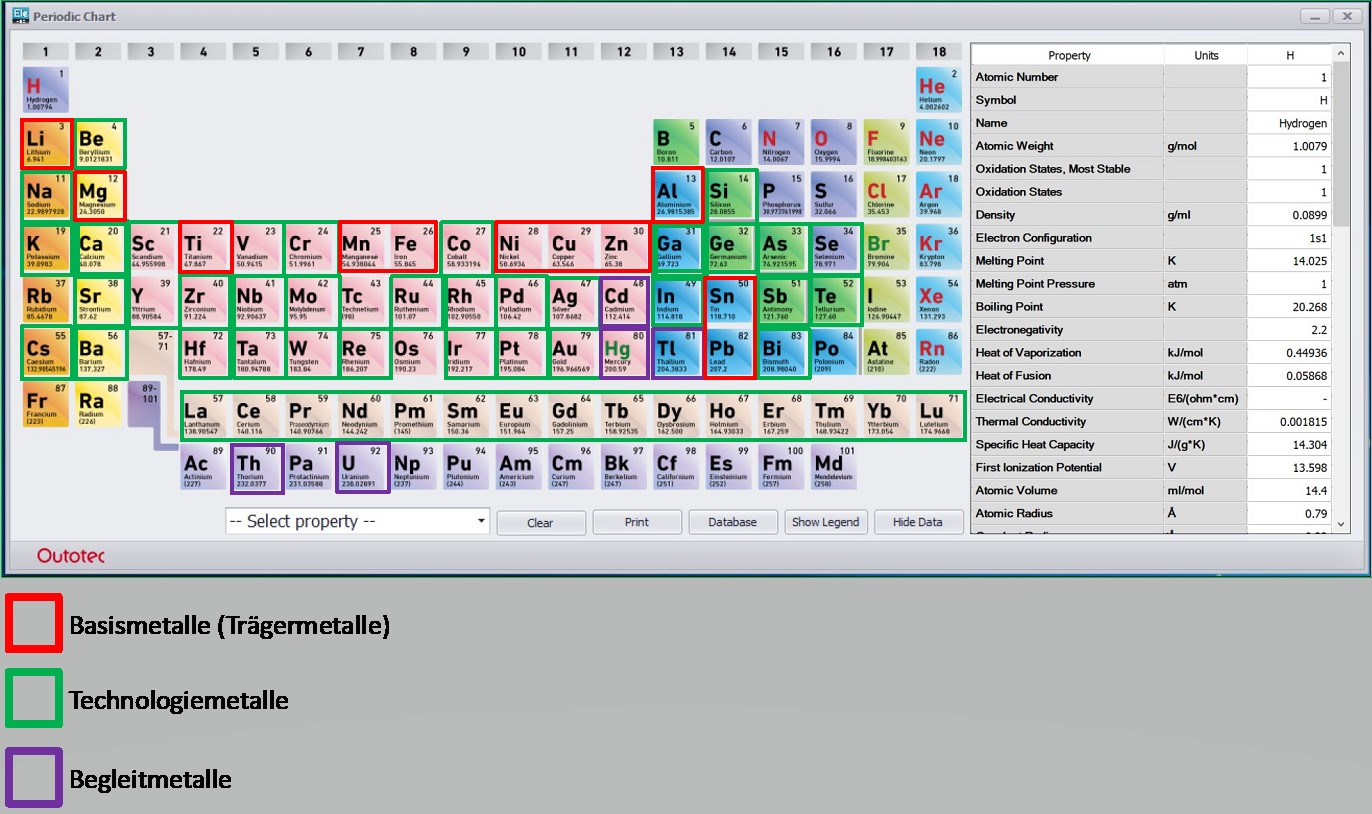
Vereinfachte und robuste Gruppierung der Elemente im „Metalle vernetzen Zukunft“-Paradigma

Eine Substitution von Technologiemetallen durch andere Metalle ist noch nicht bzw. nur unter Einschränkung der Produkteffizienz möglich. Aufgrund des stetig wachsenden Bedarfs ist die Produktion einiger Technologiemetalle in den letzten Jahren stark gestiegen. Dementsprechend wird auch der Begriff Technologiemetalle immer häufiger verwendet.
Den Technologiemetallen wird heute eine Schlüsselrolle zugewiesen. Neuere Klassifikationen untergliedern die Metalle im Periodensystem nach ihrem Anwendungsgebiet in Basismetalle, Technologiemetalle und Begleitmetalle. Dabei stellen die Technologiemetalle die größte Gruppe dar (s. Abbildung).
In der Vergangenheit haben die Anwendungen von Metallen ganze Epochen gekennzeichnet, beispielsweise die Bronzezeit, die durch die Erfindung der Kupfer-Zinnlegierung gekennzeichnet ist, sowie die Eisenzeit. Siehe hierzu auch den Abschnitt Verwendung im Hauptartikel Metalle. Heutzutage spielen die Technologiemetalle eine zentrale Rolle, da diese Metalle als elementare Bestandteile in der Elektromobilität, Umwelt- und Energietechnologie und IT-High-Tech-Anwendungen in sehr vielen Lebensbereichen der Zivilisation eingesetzt werden.
Besonderes Augenmerk wird auf Nachhaltigkeit und Recycling gelegt, da die Metallvorräte begrenzt sind, oft unter erschwerten Bedingungen gefördert werden müssen und Umweltprobleme nach sich ziehen können. In einer funktionierenden Kreislaufwirtschaft können Technologiemetalle aus Zwischen- oder Nebenprodukten der Basismetallindustrie gewonnen werden. Das Metallrad veranschaulicht, wie Technologiemetalle und Basismetalle in der Natur und beim Recycling miteinander zusammenhängen und wie ein Eingreifen in diese Zusammenhänge die gesamte Metallproduktion beeinflussen würde.